# Flag of Hate
Flag of Hate es el primer EP de la banda de thrash metal alemán Kreator, publicado en agosto de 1986 con tres canciones. El tema «Flag of Hate» es uno de los éxitos de Kreator y casi siempre es tocada en los conciertos.

## Lista de canciones
| N.º   | Título                  | Escritor(es)             | Duración |  |
| 1.    | «Flag of Hate»          | Fioretti, Petrozza, Reil | 3:56     |  |
| 2.    | «Take Their Lives»      | Petrozza                 | 6:26     |  |
| 3.    | «Awakening of the Gods» | Petrozza                 | 7:33     |  |
| 17:55 |                         |                          |          |  |

## Miembros
- Mille Petrozza - voz, guitarra
- Rob Fioretti - bajo
- Jürgen Reil - batería